# コアガラス
コアガラスは、ガラス器の成形法の一つ。メソポタミアで紀元前1600年頃に始まり、紀元前1世紀頃に吹きガラス技法の発明とともに途絶えたとされる。金属棒の先に耐火粘土等でコア（核）を造り、溶かしたガラスで覆い整形徐冷し、中のコアを掻きだし仕上げる。吹きガラス等では表現し難い、繊細な立体表現も可能。